# 天主教哥打巴托总教区
天主教哥打巴托總教區（拉丁語：Archidioecesis Cotabatensis）是羅馬天主教會以菲律賓南部棉蘭老島西部城市哥打巴托為中心的一個總主教區，包括哥打巴托省、蘇丹庫達拉省和邦薩莫洛。下轄兩個教區。
主教座堂為聖母無原罪座堂。2006年有教友856,000名，佔轄區總人口達45.5%。由77名司鐸名管理28個堂區。
1950年8月11日設哥打巴托暨蘇祿自治監督區，屬卡加延-德奧羅教區。  1976年6月12日升為教區。1979年11月5日升為總教區。
現任總主教為安赫利托·R·蘭蓬，榮休總主教為奧蘭多·克韋多樞機。